# Benalmádena
Benalmádena est une commune de la province de Malaga dans la communauté autonome d'Andalousie en Espagne.

## Géographie
La municipalité dispose de trois principales zones urbaines dont Benalmádena Pueblo, le village d'origine, qui se trouve à environ trois kilomètres à l'intérieur, à une altitude d'environ 200 m au-dessus du niveau moyen de la mer. Son noyau est constitué d'un village andalou typique, mais incluant de nombreux immeubles récents dans les styles architecturaux modernes. La ville de Benalmadena possède également un musée archéologique avec des objets d'origine locale qui remontent à l'âge du bronze.

## Histoire

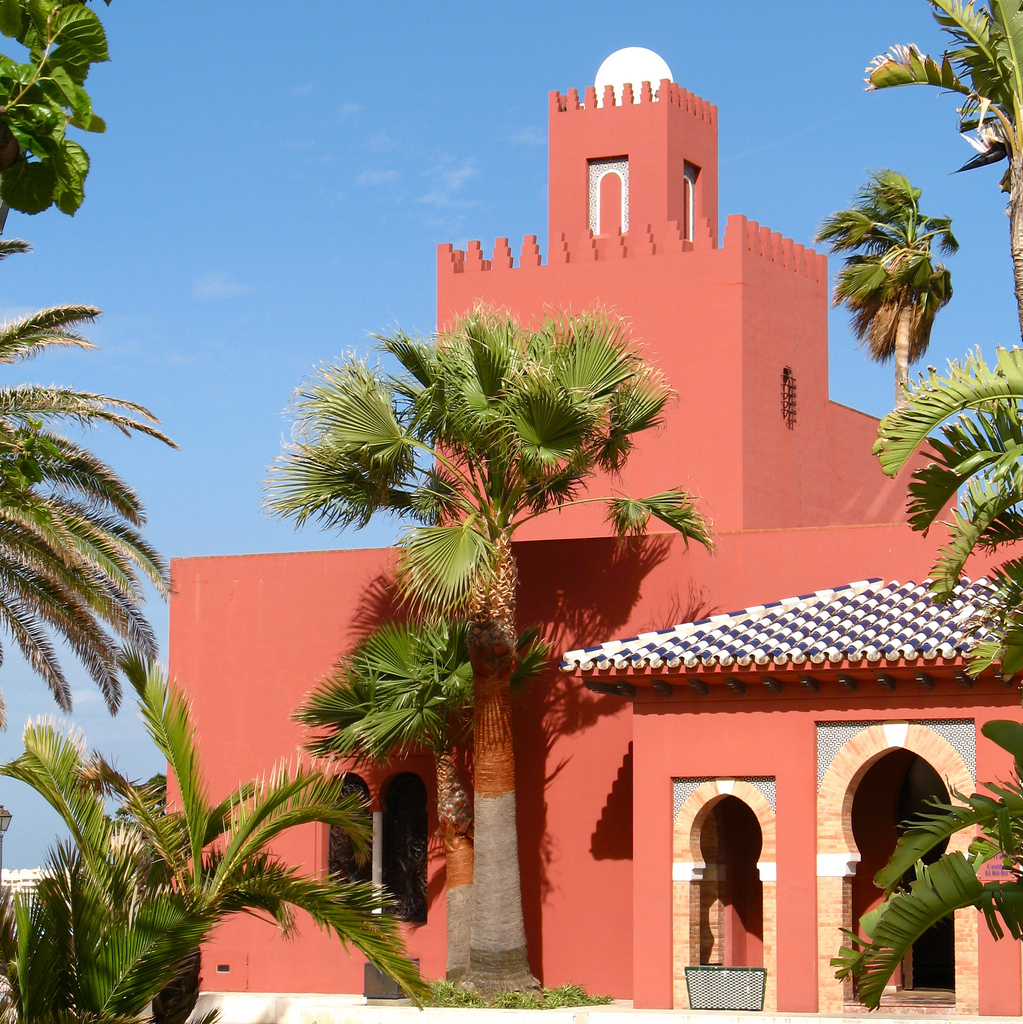
Château Bil Bil bâti par Enrique Atencia en 1927 dans la pure tradition arabe occidentale avec sa tour en forme de minaret et son intérieur en stucs nasrides.

Benalmádena est à la fois un village espagnol traditionnel et une zone touristique côtière moderne.
Historiquement, la région a été occupée par de nombreuses civilisations datant de l'âge du bronze, y compris les Phéniciens et les Romains, et a également été considérablement influencée par le règne des Maures, arabes de la péninsule Ibérique. Deux tours de vigie (Almenaras) construites pour protéger la côte et sa population contre les fréquentes incursions des pirates barbaresques dans les jours suivant la Reconquista, datent du XVe siècle, correspondant au règne d'Henri IV de Castille.
À l'époque contemporaine, Benalmádena est devenue une destination touristique importante avec le reste de la région de la Costa del Sol. La municipalité a fait l'objet d'une expansion urbaine sans précédent au cours des dernières années, avec beaucoup de bâtiments et habitations construits récemment, causant parfois la dégradation de l'environnement. Avec sa voisine Fuengirola, elle est citée par le rappeur Lacrim, dans la chanson Gustavo Gaviria, ce qui laisse supposer qu'elle a servi de lieu de tournage pour le vidéo clip[réf. nécessaire][pertinence contestée].

### Toponymie
De nombreux auteurs donnent des théories sur l'origine du nom de la ville, mais rien n'a été prouvé. Les premiers documents qui font à Benalmádena du XVe siècle datent du contexte de la lutte pour reconquérir la couronne de Castille contre le Royaume Nasride de Grenade. L'hypothèse sur laquelle la plupart des historiens s'accordent est le toponyme arabe «fils des mines » (en rapport ainsi avec le toponyme Almaden), pour le fer trouvé dans la région. Il existe une autre théorie, également liée à l'arabe al- Bina ma'din, dont la traduction serait la "construction de la mine". Une autre suggestion est que le nom dérive de Bina al-Madina (fils de la ville ou natifs de la ville) selon des données historiques arguant qu'une riche famille musulmane de Málaga aurait possédé la région. Il a également été suggéré que le nom de la municipalité soit affilié à une lignée de Madana, Ben al-Madana.

### Époque antique
Les premiers établissements humains dans la région datent du Paléolithique supérieur, il y a 20 000 ans selon le constat de certaines grottes situées dans la région : "Cueva Del Toro", "Cueva del botijo" et "Cueva de la Zorrera" aux VIIIe et VIIe siècles.
 Les Phéniciens étaient intéressés de l'industrie minière de la zone. Ces derniers fondèrent plusieurs colonies tout le long de la côte espagnole. Parmi les vestiges romains il y a les ruines de Benal, une usine de salage situé sur la côte, le site de Torremuelle, et l'émaillerie conservée au Musée de Benalmadena. La culture du vin y avait une grande importance pendant la période de la domination romaine.

### Moyen Âge et époque musulmane

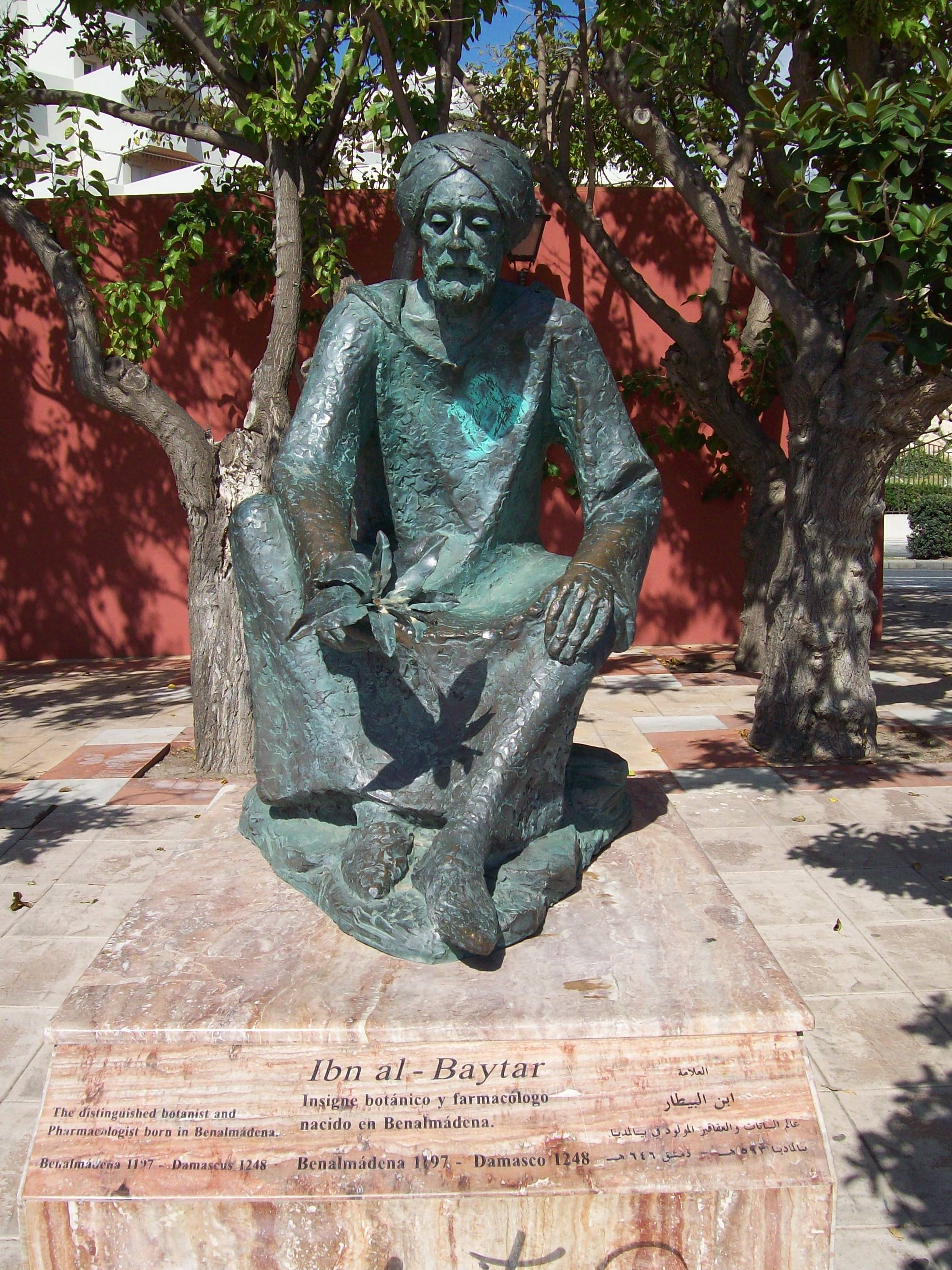
Statue du botaniste et médecin Ibn al-Baytar (1190-1248) à Benalmadena

Dans les siècles suivants, la région est devenue dépeuplée. Des personnes ont cherché refuge à l'intérieur des murs de la ville de Malaga contre les attaques et les pillages de la mer. La municipalité a été incluse dans la province romaine de Bétique. Elle a ensuite été prise par les Wisigoths et les Byzantins. Après la conquête musulmane de la péninsule Ibérique, la zone a été considérablement développée. Au XIe siècle, la population était concentrée dans une ville fortifiée et une forteresse, toutes deux situées dans Benalmádena Pueblo. Les musulmans ont développé l'agriculture et introduit la canne à sucre, les figues, les raisins et le mûrier (utilisé dans l'industrie textile) de l'Est. Abu Muhammad Ibn al-Baitar, l'un des botanistes et pharmacologues les plus importants du Moyen Âge, est né ici en 1190.

### Post-Reconquista

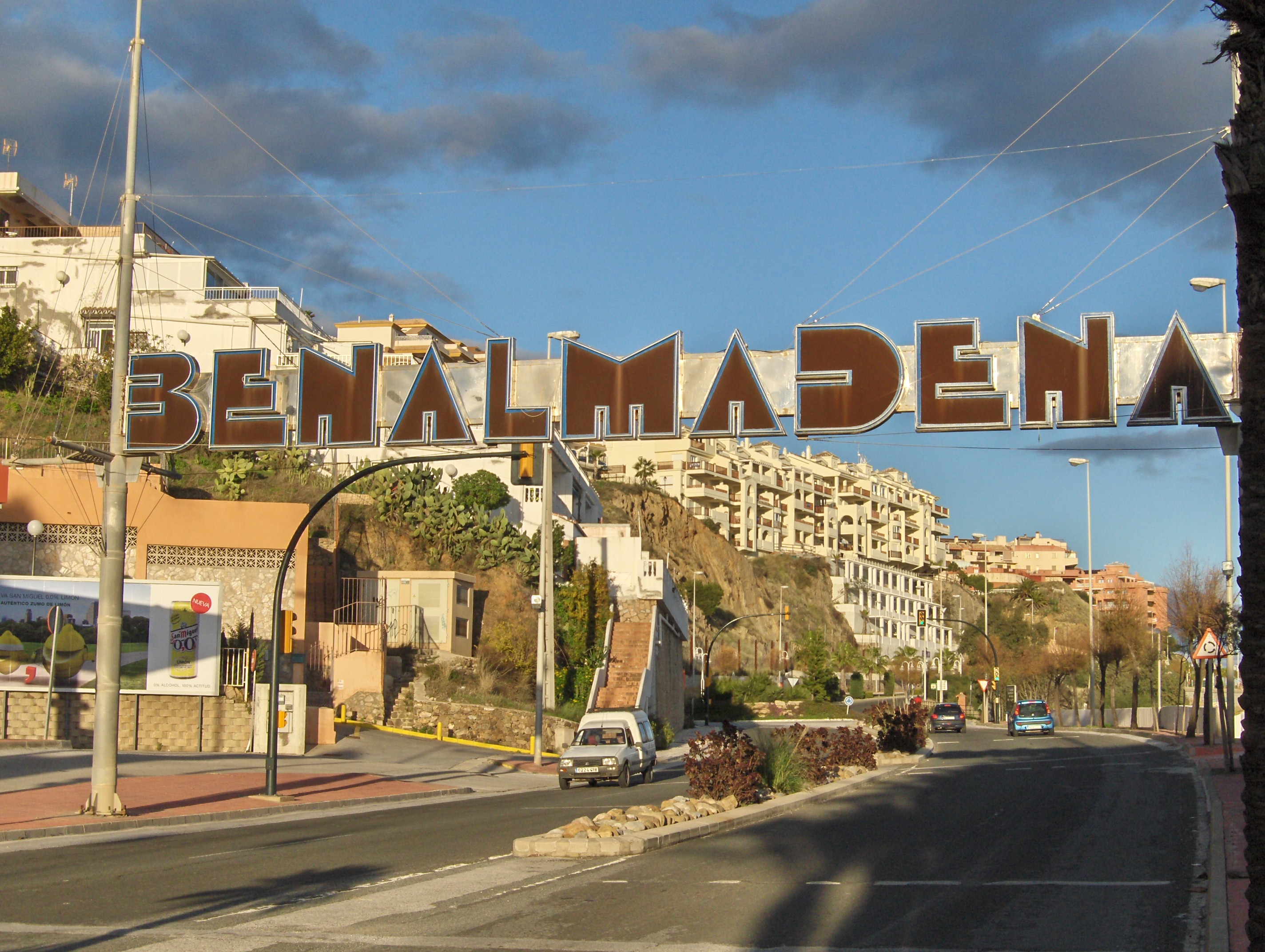
Entrée de la ville

En 1456 le fort et la ville ont été détruits par les armées chrétiennes sous le commandement du roi Henri IV de Castille. Les villageois ont trouvé refuge dans Mijas pour reconstruire leurs maisons qui ont été détruites à nouveau en 1485 par le roi Ferdinand le Catholique dans sa dernière conquête. Au cours des six années suivantes, la ville était déserte. En 1491 le roi ordonna à Alonso Palmero de coloniser la région avec une trentaine de vieux chrétiens et Palmero devint maire de la ville. Mais à cause d'un tremblement de terre et des attaques répétées de pirates arabes, il était impossible d'habiter la ville. C'est dans ces moments que le nom arabe est devenu "castillanisé" et la ville est devenue Benalmádena.

## Climat
Le climat est typiquement méditerranéen, avec des températures douces toute l'année, pas de gel dans les mois les plus froids, et une température moyenne de 19 °C. En été, la température moyenne est de 30 à 35 °C, et en hiver de 10 à 15 °C. Son climat privilégié et l'emplacement dans le sud côtier de l'Europe sont deux importants facteurs de l’émergence du tourisme devenu le principal secteur économique de la municipalité.

## Flore et faune

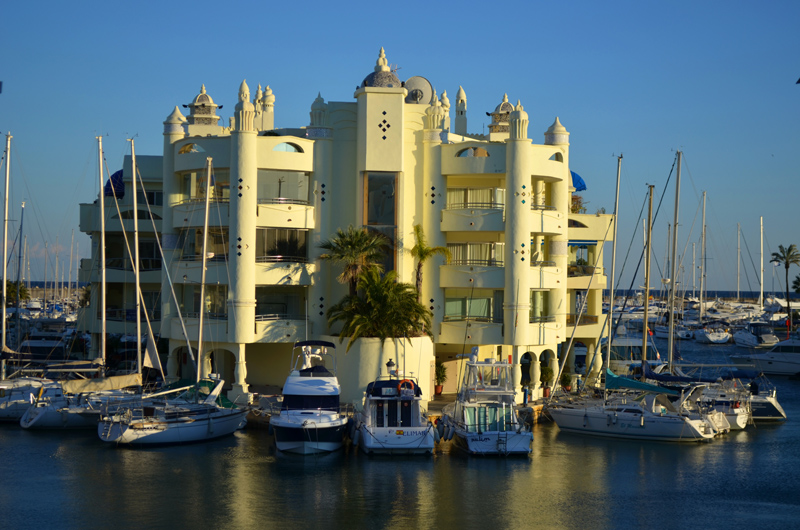
Le port.

Benalmádena est une commune très urbanisée, sauf dans les zones les plus élevées des montagnes, avec quelques zones non urbaines. Dans les montagnes il y a des espèces typiques de la Méditerranée comme le lamier blanc, le ciste, le thym, le romarin et le lys de marjolaine mais aussi des arbres tels que l'arbre de térébenthine, le genévriers et le pin, le caroubier et l'olivier sauvage. La faune comprend la chèvre de montagne, la genette, des reptiles d'espèces différentes, des aigles, des faucons crécerelles et des hiboux. Les baleines et autres animaux marins ont été aperçus le long de la côte.

## Lieux d’intérêt
En plus de ses grottes, Benalmádena possède plusieurs endroits dignes de mentionner. Par exemple, la ville compte trois tours ; la Torremuelle, la Torre Quebrada et la Torre Bermeja, ayant servi de système de défense à différentes époques de la ville. On y retrouve aussi :
- Castillo de Colomares : monument en hommage à Christophe Colomb et à la découverte de l’Amérique.
- La Niña de Benalmádena : cette sculpture en bronze fut confectionnée par Jaime Pimentel. C’est une des icônes de la ville et se trouve au centre d’une fontaine à la Plaza España de Benalmádena Pueblo. Elle représente une fille avec les cheveux attachés en couette offrant de l’eau dans une coquille.
- Ventorrillo de la Perra (es): une auberge construite au XVIIIe siècle puis reconstruite en 1972. C’est maintenant un restaurant spécialisé en cuisine espagnole traditionnelle, qui reproduit l’ambiance de l’époque de Charles III. Fermée depuis 2015.
- Tivoli World : parc d’attractions et de spectacles inauguré en 1973.
- Aquarium Sea Life Benalmádena : situé dans le port de plaisance de Benalmádena, c’est un centre de conservation et de protection inauguré en 1995. C’est l’un des aquariums appartenant au groupe Merlin Entertainment.
- Delfinario y pingüinario Selwo Marina : parc de faune aquatique présentant des manchots et des dauphins.
- Teleférico de Benalmádena et sommet del Calamorro : à partir du sommet lorsque le temps le permet, on peut apercevoir le détroit de Gibraltar et le mont Atlas en Afrique du Nord.
- Casino Torrequebrada : inauguré en 1979, il partage son emplacement avec un hôtel 5 étoiles du même nom. Il est situé face à la mer et près du terrain de golf du même nom aussi.
- Plages : ayant près de vingt kilomètres de littoral, la ville compte un total de dix-sept plages, dont l’une des premières plages naturistes d’Espagne, la Benalnatura.

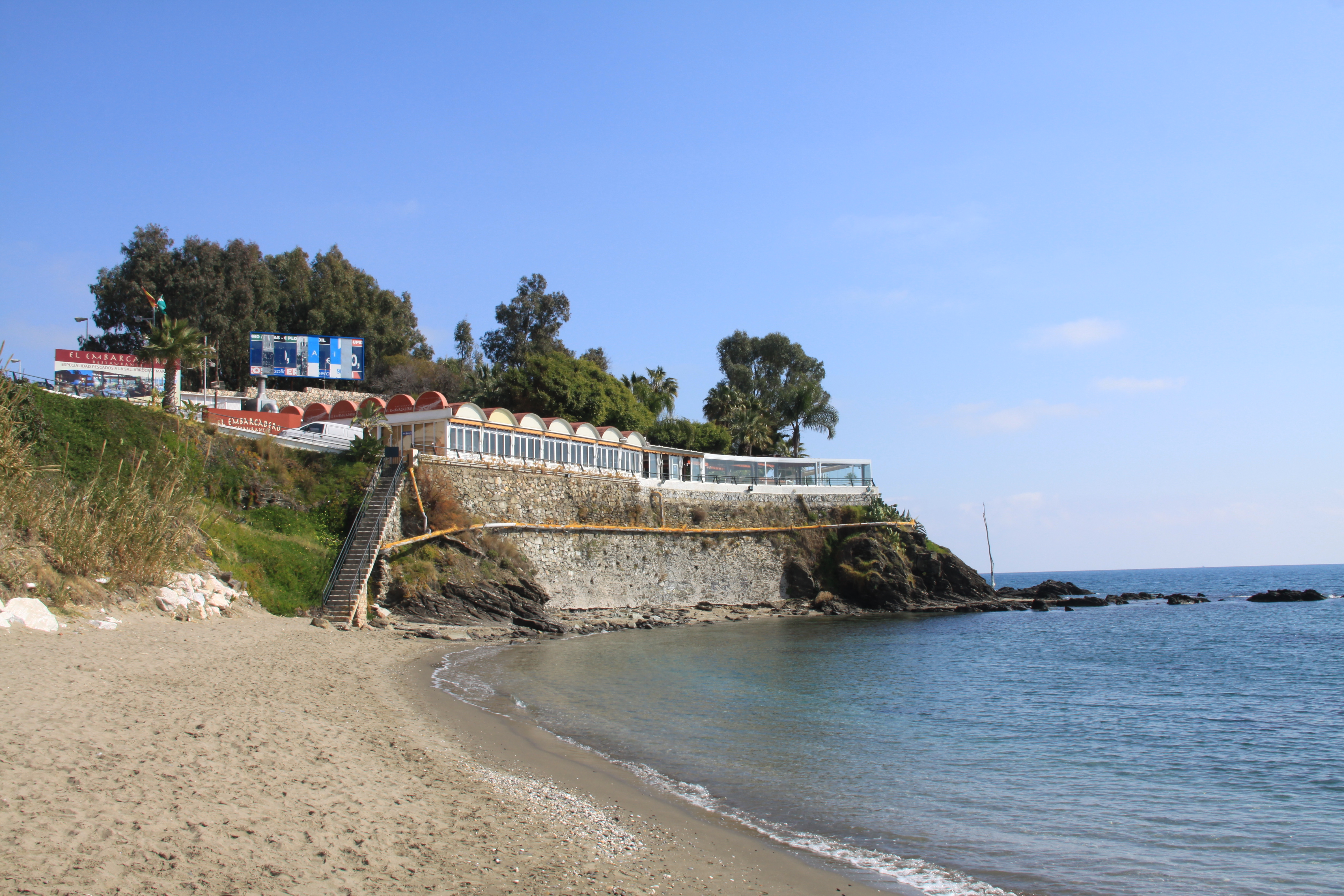
Plage de la Viborrilla.

## Transport
La ville fait partie de la ligne C1 de train urbain reliant Malaga à Fuengirola, en passant par l’aéroport de Málaga-Costa del Sol, et qui passe aux 20 minutes[Quoi ?].

## Administration

### Jumelage
- Finale Ligure (Italie)
- Nuevitas (Cuba)

## Galerie

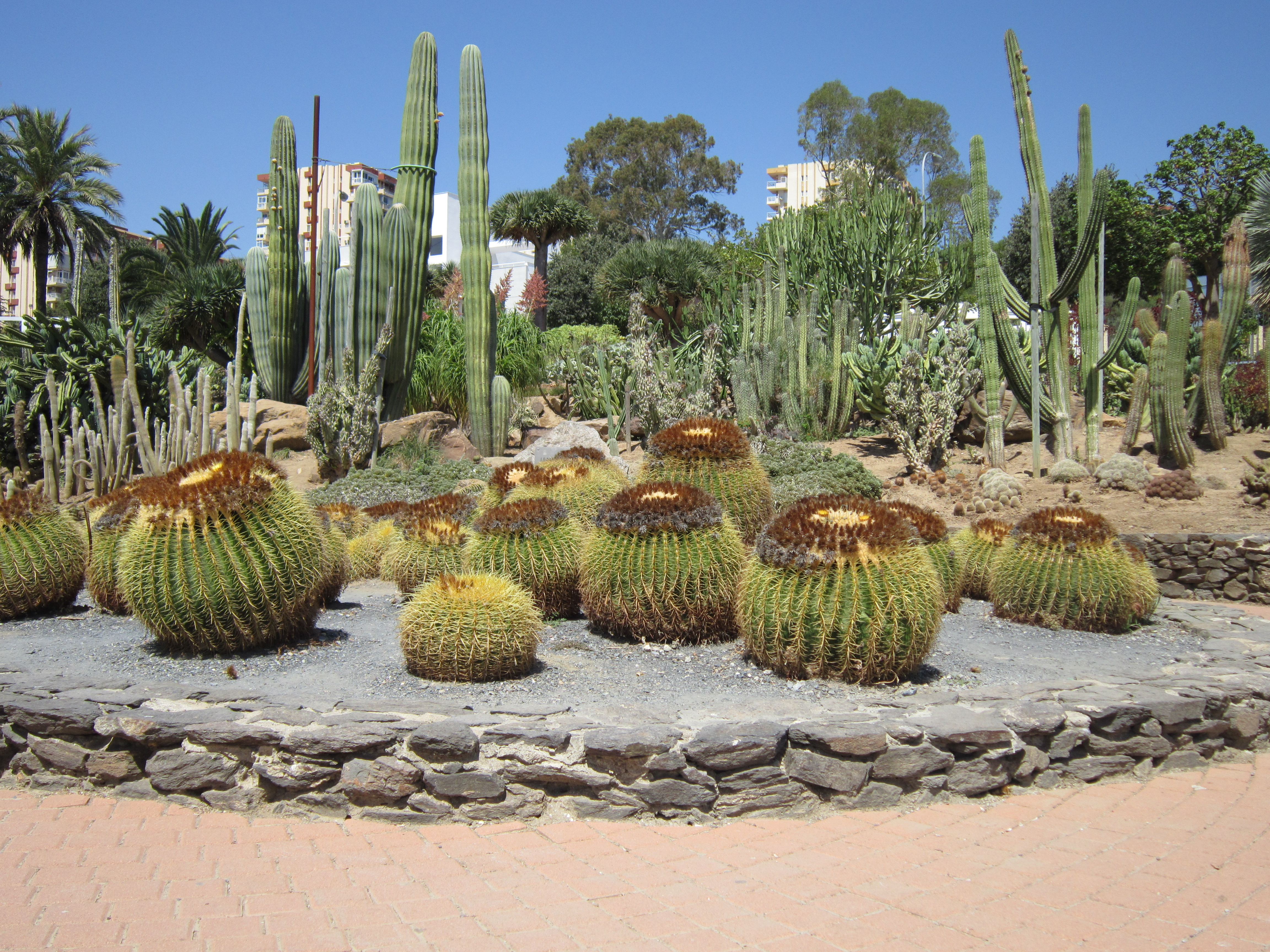
Parc La Paloma
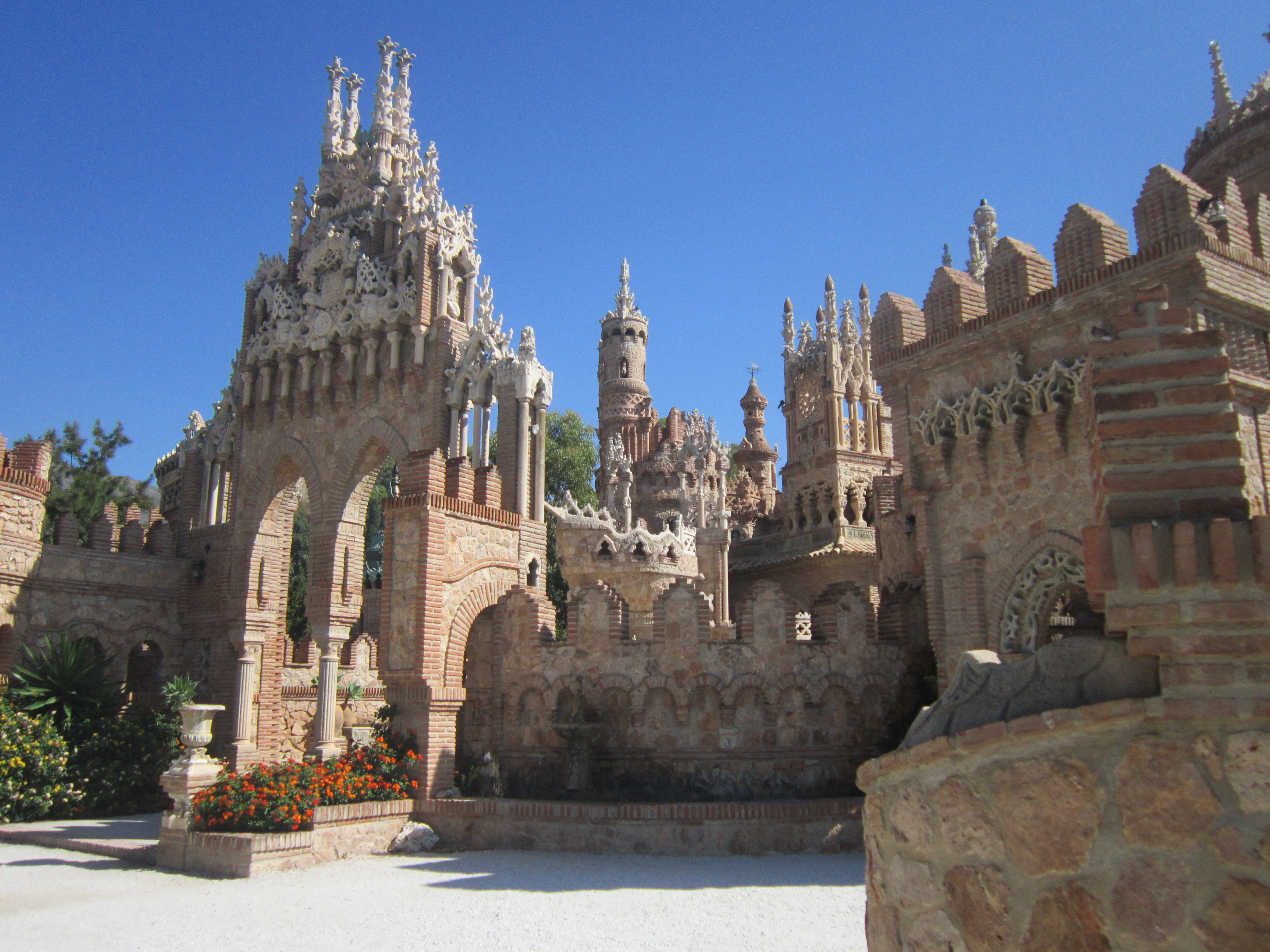
Château de Colomares
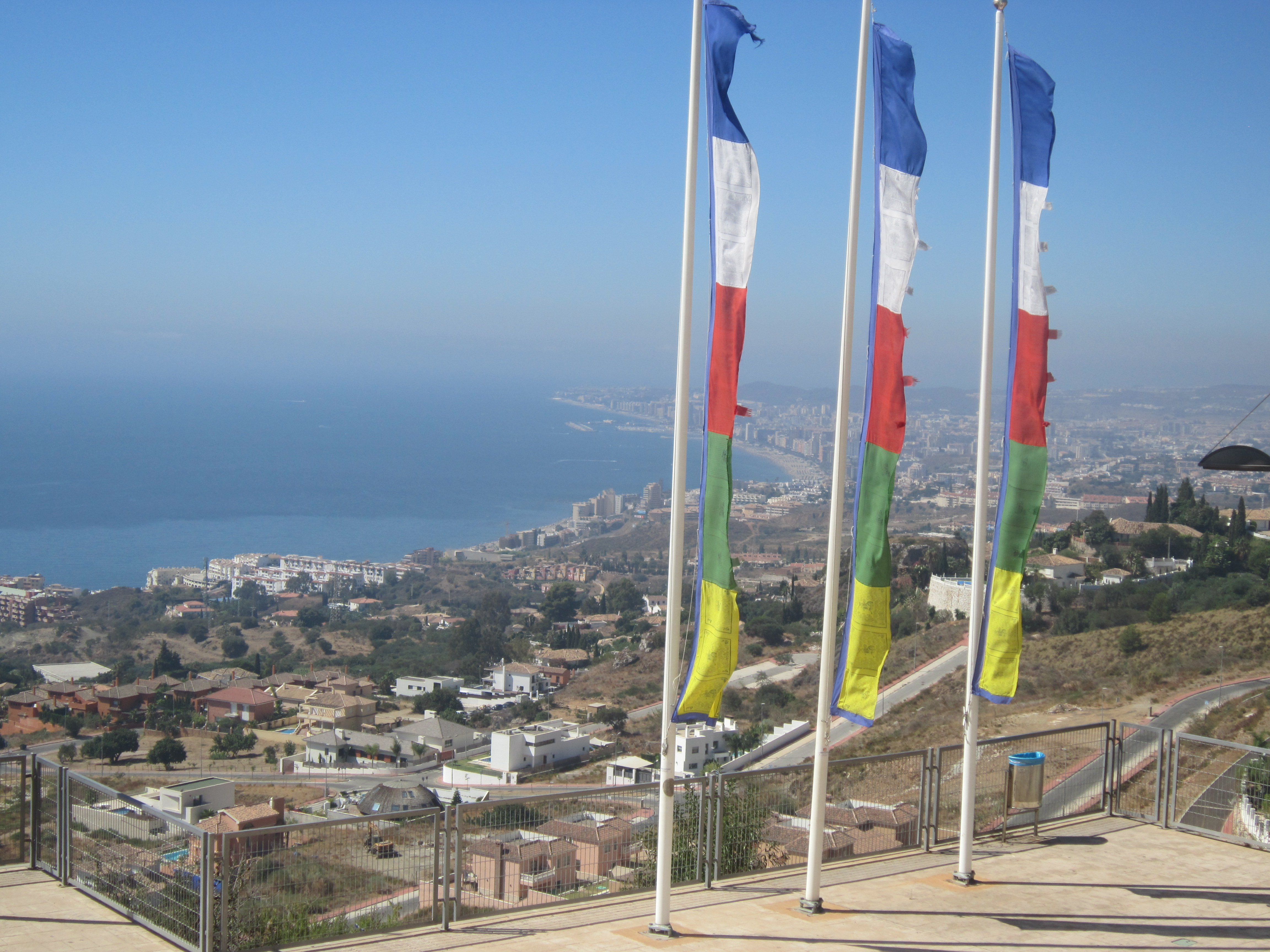
Sur les hauteurs de Benalmadena
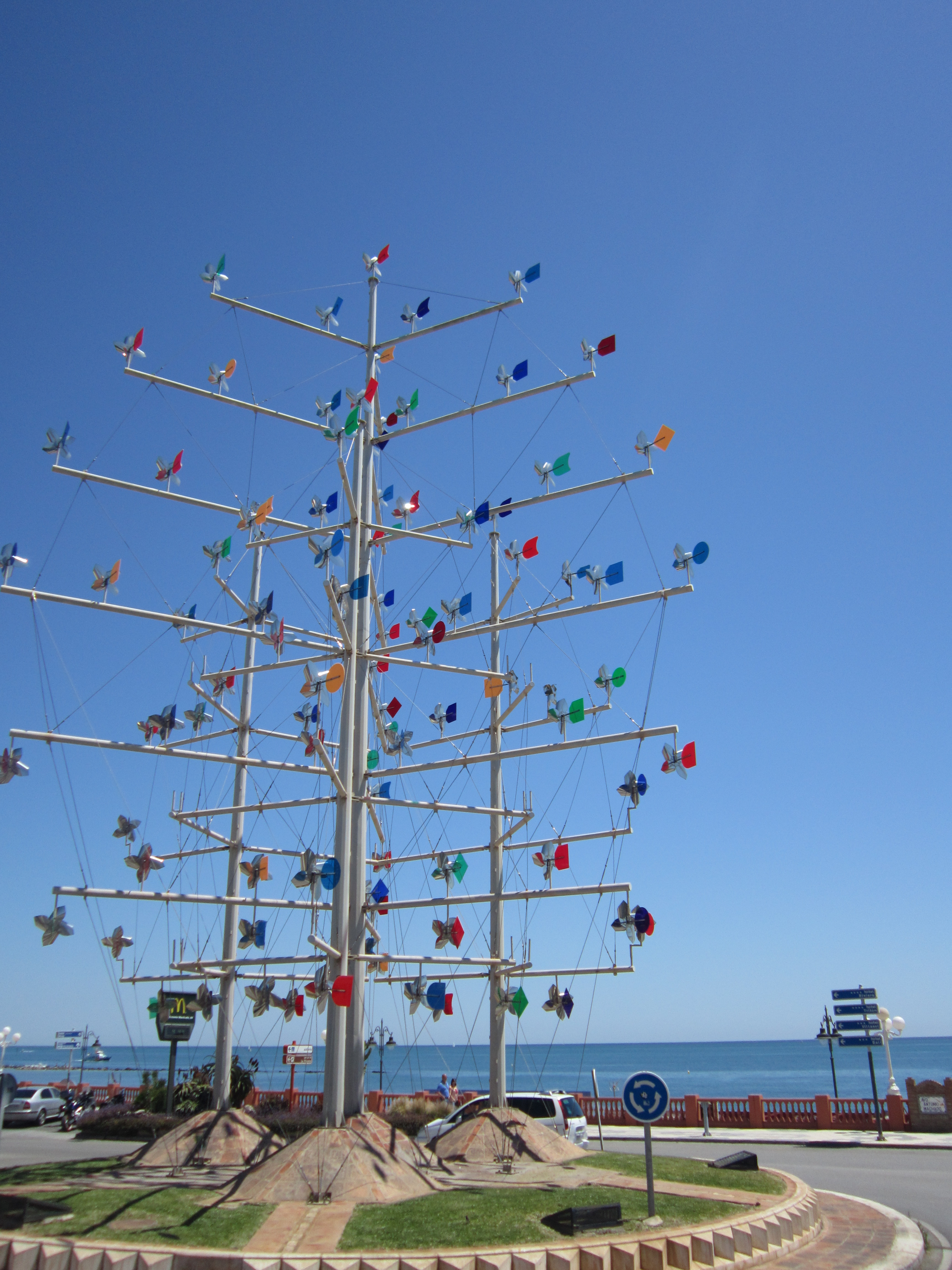
Célèbre rond-point de la ville
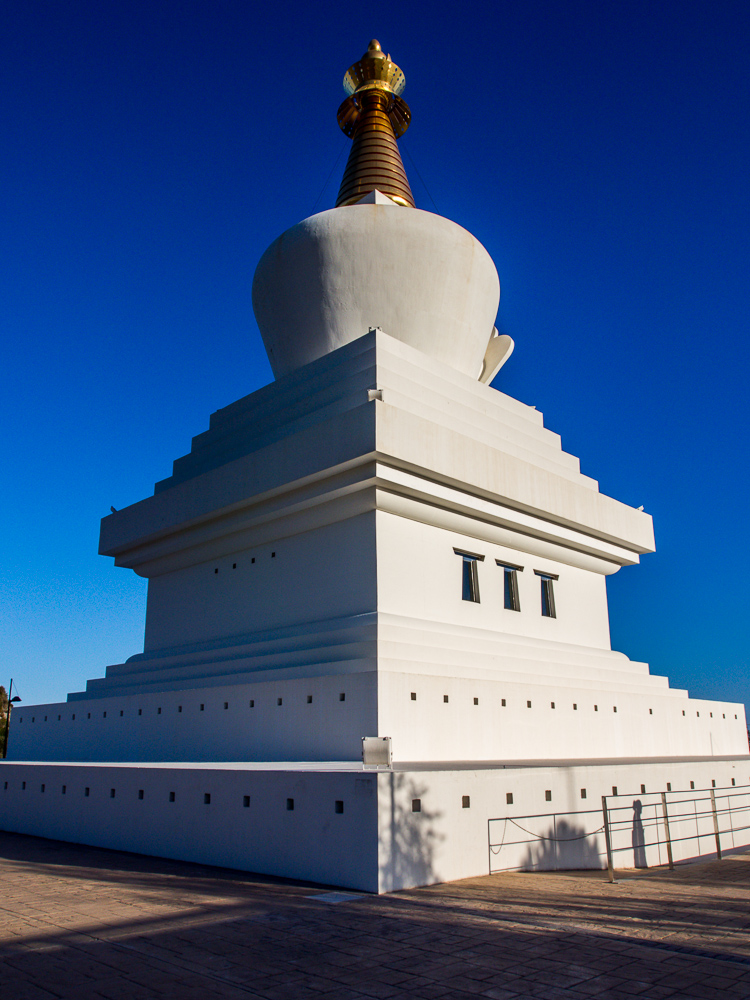
Stupa de Benalmádena
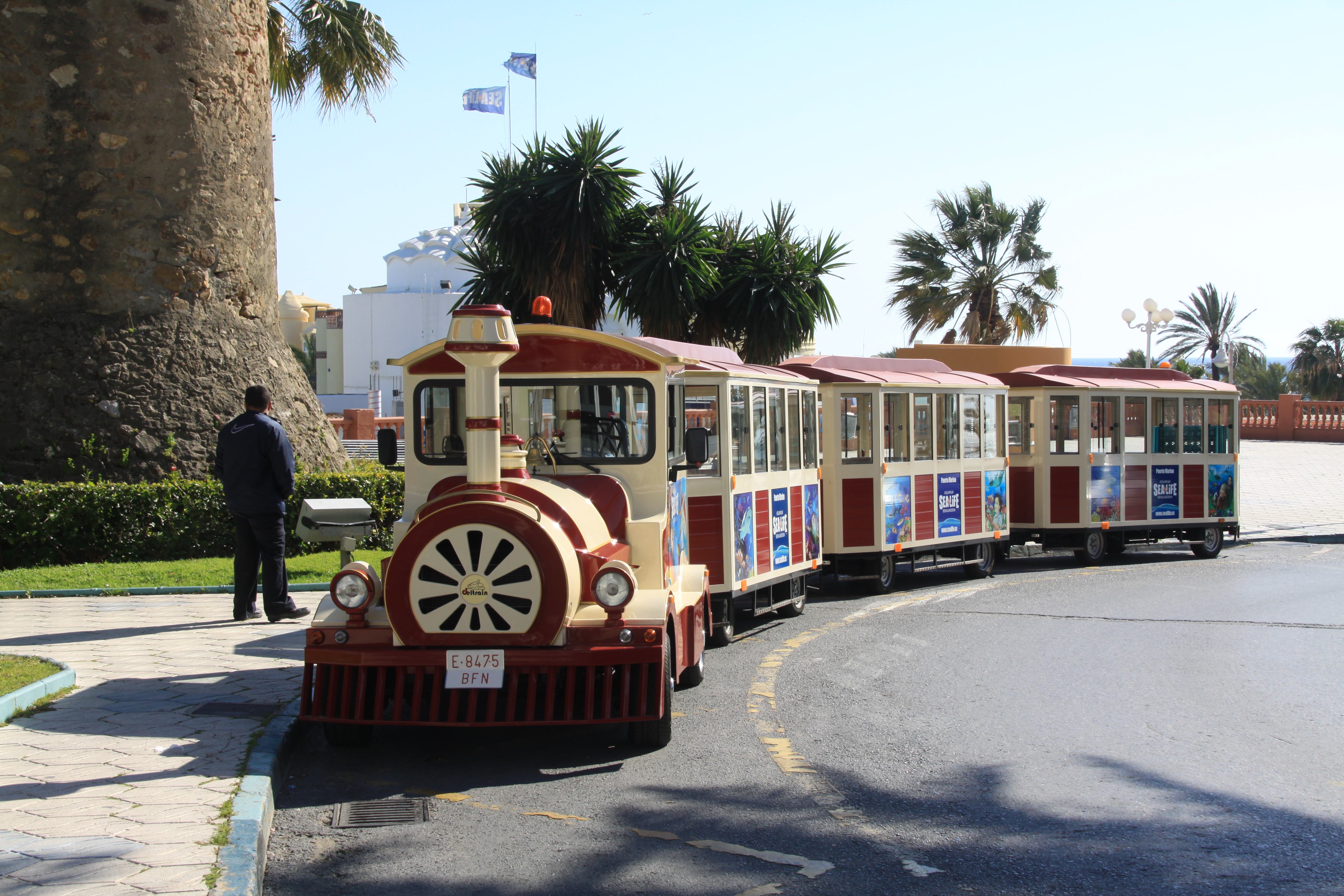
Train touristique
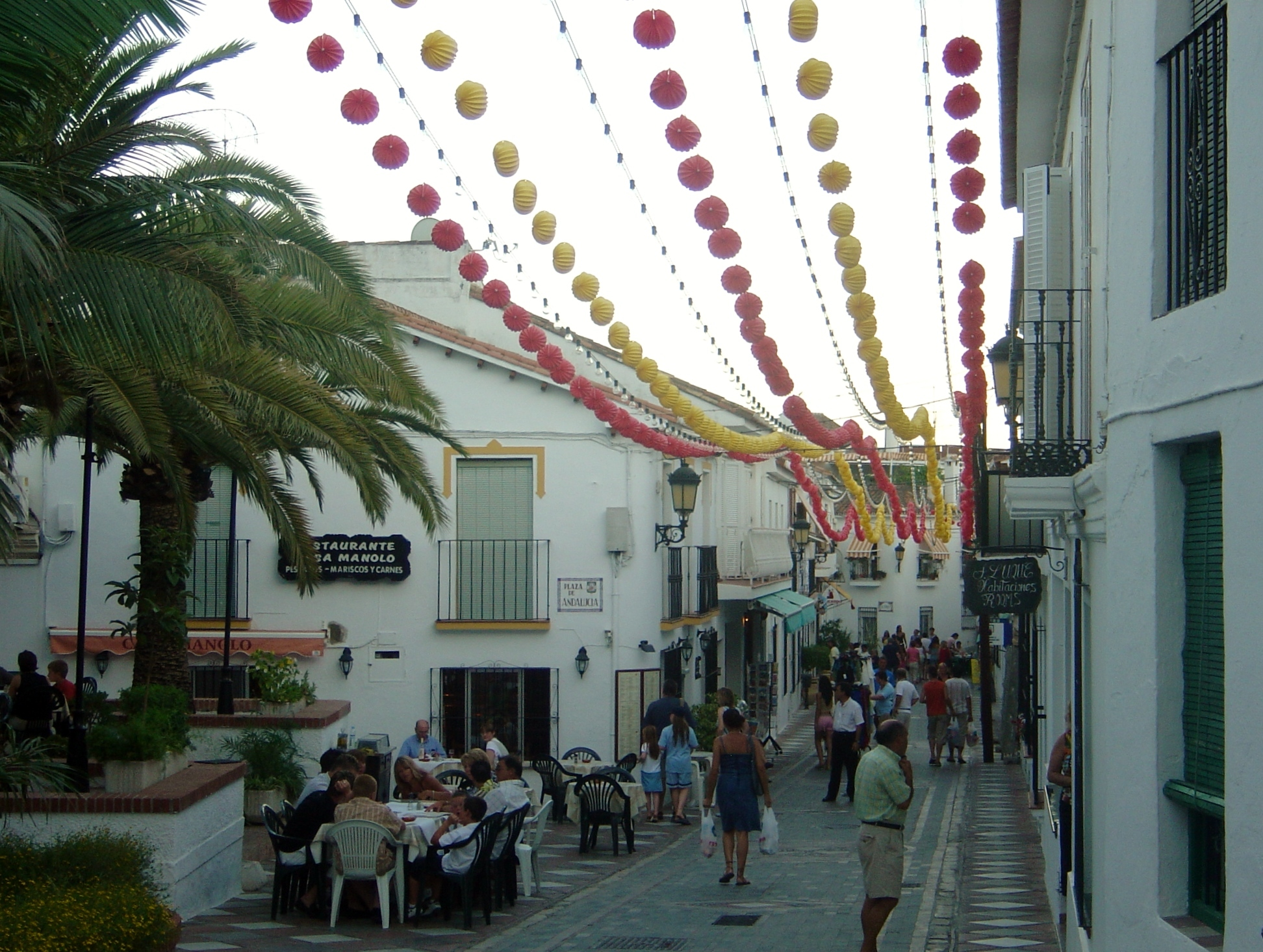
Le Pueblo, village pittoresque d'Arroyo de la Miel